# Dojang (instalación deportiva)

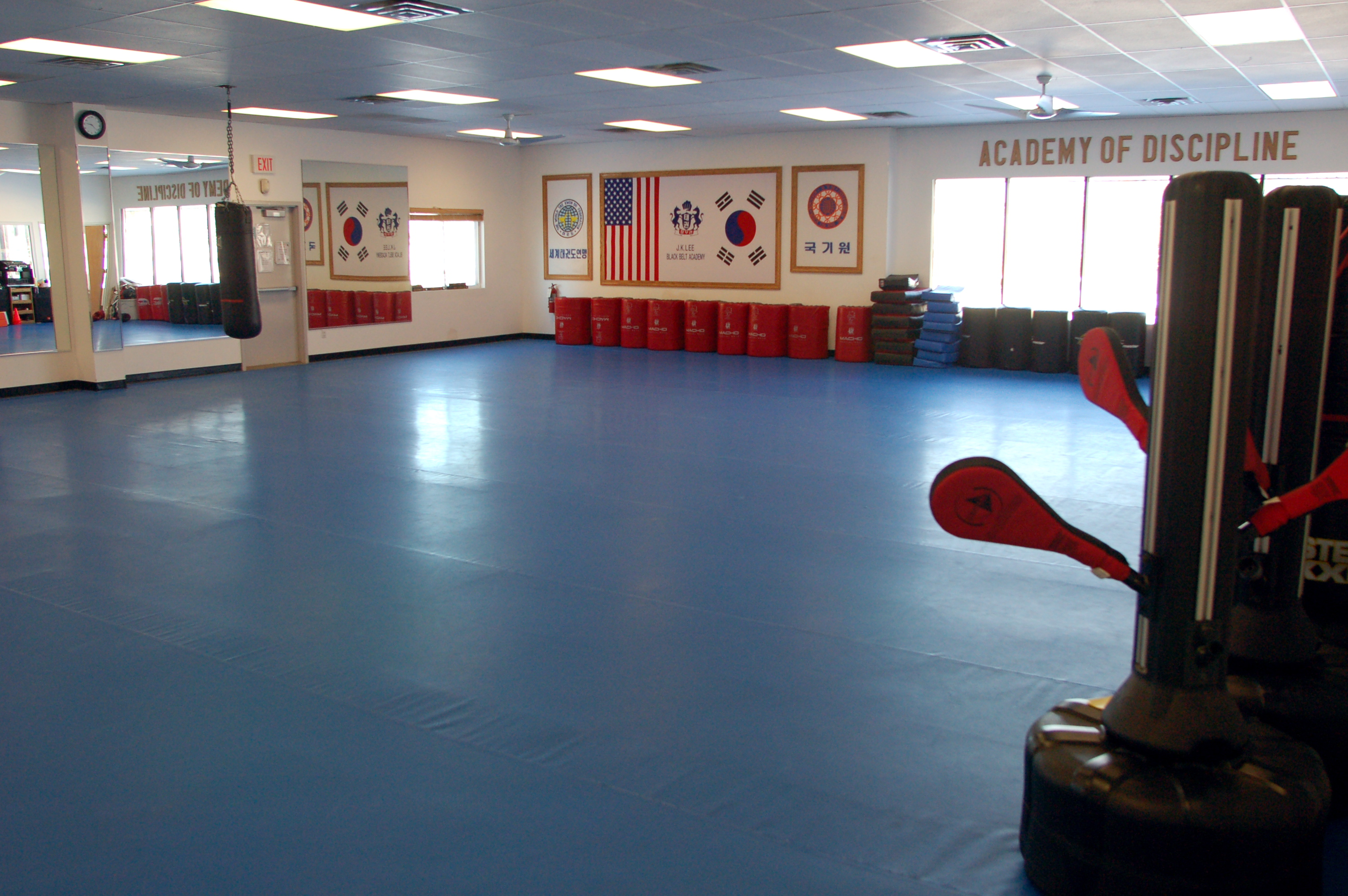
Un ejemplo de dojang

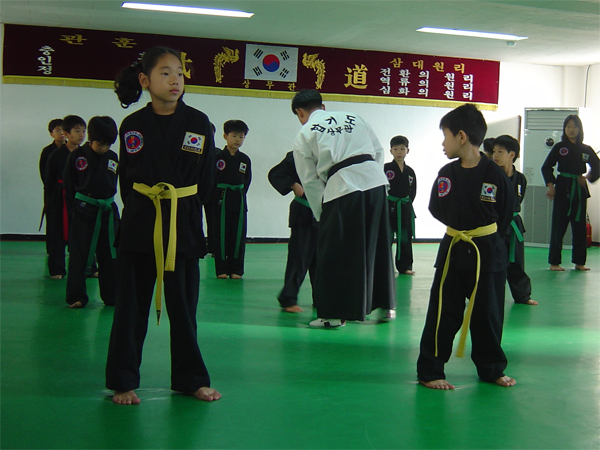
Niños surcoreanos entrenan en un dojang.

Dojang es un término utilizado en las artes marciales coreanas, tales como el Taekwondo, el Tangsudo, el Kuk Sool Won y el hapkido, que hace referencia a una sala de entrenamiento formal. Normalmente se considera el lugar de reunión formal para que los estudiantes de un arte marcial realicen entrenamientos, exámenes y otros encuentros relacionados.

## Significado
Do (道) significa "el camino" o "arte" y jang (場) significa "un lugar", lo que hace que dojang sea el lugar donde se practica el camino. En el caso de las artes marciales, es el lugar donde se practica el camino de un arte marcial, muy parecido al dojo en japonés. Se pueden utilizar términos más específicos como "hapkidojang" o "taekwondojang" para subtipos particulares de dojang. La palabra dojang (道場) tiene su origen en el budismo. El dojang es un lugar donde se realiza la meditación y la práctica en el templo.

## Decoración
Las paredes de los dojang pueden estar decoradas con una gran variedad de elementos que van desde la bandera nacional y de la federación hasta cuadros y caligrafía y tableros con los nombres de las técnicas que se practican en el dojang. En general, los dojangs coreanos suelen estar muy decorados.
En los dojangs donde la práctica del arte puede implicar muchas caídas, suele haber esteras en el suelo. Antiguamente, el suelo también podía cubrirse con los sacos en los que se almacenaba el arroz, pero en la actualidad hay una gran variedad de esteras disponibles.

Alineación típica de dojang

Al comienzo de la clase, los alumnos pueden alinearse según su rango: los de mayor rango al frente (primera fila) a la izquierda y los de menor rango al fondo (última fila) a la derecha, desde el punto de vista del instructor de cara a los alumnos (desde el punto de vista de un alumno, de cara al frente del dojang: los de mayor rango al frente a la derecha y los de menor rango al fondo a la izquierda). Si varios alumnos tienen el mismo rango, la edad o la antigüedad del rango pueden determinar sus lugares en la fila.

## Uso
La palabra coreana para gimnasio se traduce más comúnmente como Che Yuk Gwan (체육관), que significa "lugar de deportes". Dojang se refiere al lugar real del gimnasio donde se practica.
El término japonés equivalente a "dojang" es dōjō (道場), que significa "lugar del camino", mientras que el equivalente chino es wuguan (武館), que significa "sala marcial".